# Coro dos Antigos Orfeonistas da Universidade de Coimbra
O Coro dos Antigos Orfeonistas da Universidade de Coimbra MHM, constituído por antigos estudantes da Universidade de Coimbra, apresentou-se pela primeira vez em Dezembro de 1980, por ocasião das comemorações do centenário do Orfeon Académico de Coimbra, onde o Coro foi buscar as suas raízes institucionais.
Na sua criação foi determinante o propósito de, num percurso aberto a desafios novos e estimulantes, no domínio da arte musical, como noutros, de inegável dimensão humanista, fazer reviver os Ideais de Fraternidade, de Tolerância e de Solidariedade que, ao longo de gerações, marcaram, de forma algo peculiar, a Academia de Coimbra.
Realizou já mais de seis centenas de concertos, em Portugal e no estrangeiro.
Actuou em numerosos Países: na Europa, nas Américas - do Norte e do Sul - em África e no Oriente. Como nas Sedes de Organizações Internacionais, nomeadamente, o Parlamento Europeu (1987, 1989, 1994, 1999 e 2005), o Tribunal das Comunidades Europeias (1994), a Comissão Europeia (1987), a UNESCO (1987 e 1990) e a ONU (1996).
Além de um LP, em 1985, dirigido, ao tempo, pelo maestro Joel Canhão, o Coro gravou 4 CD’s: em 1994, de música diversa; em 1995, o segundo, de composições de Adriano Correia de Oliveira, José Afonso e José Niza, com acompanhamento da Orquestra Filarmónica de Londres e arranjos orquestrais e corais dos maestros José Calvário e Augusto Mesquita; em 1998, um outro (“Alleluya”), de Música Sacra de diferentes épocas e origens; ao vivo, o concerto com que, no final de 2001, no Centro Cultural de Belém, acompanhado pela Orquestra do Norte, encerrou as comemorações dos seus 20 Anos; e, em 2005, um DVD, aquando da realização da ópera “O Barbeiro de Sevilha”, em colaboração com a Orquestra do Norte e o seu director musical, o Maestro José Ferreira Lobo, com encenação de Carlos Avillez.
O seu repertório inclui perto de uma centena de temas, em múltiplos domínios – música sacra, operática, popular, etc. – mas com um significativo destaque para a música de língua portuguesa, sobretudo a “música de Coimbra”, especialmente adaptada.
Nos concertos, à actuação coral segue-se, habitualmente, a do seu Grupo de Guitarras de Coimbra - que acompanha, por vezes, o próprio Coro, daí se retirando um efeito verdadeiramente único – dando, assim, a conhecer uma faceta deveras significativa da nossa Música.
Um elevado nível de desempenho, uma sonoridade inconfundível e o clima de simpatia que transmite, tornam este Coro, no estrangeiro, uma representação reconhecidamente invulgar da Cultura portuguesa.
É dirigido pelo maestro Virgílio Caseiro, desde 2003.
Agraciado com o grau de Membro-Honorário da Ordem do Mérito (12 de Fevereiro de 1996), o Coro possui a Medalha de Mérito do Ministério da Cultura (1995) e a Medalha de Ouro da Cidade de Coimbra (2000). É, ainda, Sócio Correspondente da Academia Pernambucana de Música/Recife (1993) e “Amigo Honorário” da Fundação Bissaya Barreto (1997).
- http://www.uc.pt/antorf/ Em falta ou vazio |título= (ajuda)